# 황산대첩비지
황산대첩비지(荒山大捷碑址)는 대한민국 전북특별자치도 남원시 운봉읍에 위치한 고려 말에 도순찰사였던 이성계가 황산(荒山)에서 왜군을 무찌른 사실을 기록한 승전비가 있던 자리이다. 1963년 1월 21일 대한민국의 사적 제104호로 지정되었다.

## 개요
고려 말에 도순찰사였던 이성계가 황산(荒山)에서 왜군을 무찌른 사실을 기록한 승전비가 있던 자리이다.
고려말 이성계 장군이 경상도와 전라도, 충청도를 휩쓸며 약탈을 일삼는 왜구를 물리치고 대승을 거둔 곳으로 이를 기념하기 위해서 조선 선조 10년(1577)에 전라도 관찰사였던 박계현의 건의로 세웠다. 비석이 처음 세워질 당시에는 비각·별장청 등의 건물을 지어 비석을 보호하도록 하였으나, 1945년 일본인들에 의하여 파괴되어 파편만 남게 되었다. 일제강점기에 깨어진 비석 조각들은 파비각(破碑閣)에 보관되고 있다.
지금의 비석은 1957년에 다시 만들어 세운 것이다. 1973년에 비석이 보관되어 있는 비전·홍살문·삼문·담장, 그리고 부속건물들을 새롭게 단장하였다.
근처에는 왜장 '아지발도'가 이성계의 화살에 맞고 죽을 때 흘린 피의 흔적이 남아 있는데 이를 '피바위'라고 한다.

## 갤러리

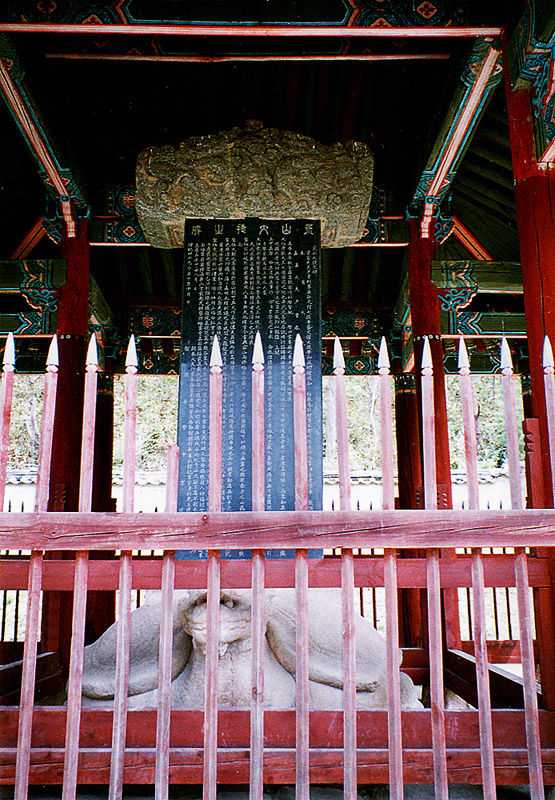

## 같이 보기
- 황산대첩
- 조선 태조

## 참고 자료
- 황산대첩비지 - 국가유산청 국가유산포털